# Australasian New Car Assessment Program
L'Australasian New Car Assessment Program (ANCAP) è un programma di valutazione delle prestazioni di sicurezza automobilistica con sede in Australia e fondato nel 1993. È specializzato nei crash test delle automobili vendute in Australia e nella pubblicazione di questi risultati a beneficio dei consumatori. ANCAP offre ai consumatori consigli e informazioni trasparenti sul livello di protezione per passeggeri e pedoni forniti dai diversi modelli di veicoli nei tipi più comuni di incidenti, nonché sulla loro capacità, attraverso la tecnologia, di evitarli. 
Dal 1993 ha pubblicato i risultati dei crash test per oltre 515 tra automobili e veicoli commerciali leggeri venduti in Australia e Nuova Zelanda . Ai veicoli viene assegnato un punteggio di sicurezza compreso tra una e cinque stelle che indica il livello di sicurezza che forniscono in caso di incidente. Un maggior numero di stelle indica un miglior rendimento del veicolo e per raggiungere il massimo livello di sicurezza, un veicolo deve raggiungere i più alti standard in tutti i test e deve disporre di tecnologie avanzate di assistenza alla guida. 
Nel 2018 ANCAP ha adottato i protocolli di Euro NCAP.

## Protocolli
I risultati sono raggruppati in 18 classi di livello crescente:
- 1993–1994
- 1995–1998
- 1999–2000
- 2001–2002
- 2003–2007
- 2008–2010
- 2011
- 2012
- 2013
- 2014
- 2015
- 2016
- 2017
- 2018–2019
- 2020–2022
- 2023–2025
- 2026-2028
- 2029+